# Gottfried Kunz
Gottfried Kunz (Zauggenried, 12 december 1859 - Bern, 5 januari 1930) was een Zwitsers politicus.
Gottfried Kunz studeerde van 1875 tot 1878 aan de kweekschool Münchenbuchsee, in 1878 werd hij privaatdocent in Büren an der Aare. Van 1881 tot 1884 studeerde hij rechten de Universiteit van Bern. In 1885 vestigde hij zich als notaris in Biel en in 1890 opende hij een advocatenkantoor. 
Gottfried Kunz was lid van de Vrijzinnig Democratische Partij (FDP) en was van 1904 tot 1912 lid van de Regeringsraad van het kanton Bern. Hij beheerde het departement van Financiën. Van 1 juni 1906 tot 31 mei 1907 was hij voorzitter van de Regeringsraad (dat wil zeggen regeringsleider) van het kanton Bern. Van 1907 tot 1919 was hij lid van de Kantonsraad. Van 2 december 1912 tot 1 december 1913 was hij voorzitter van de Kantonsraad.
Gottfried Kunz nationaliseerde speelde als regeringsraad een grote rol in de fusie van diverse spoorwegmaatschappijen tot de BLS Lötscherbahn in 1906. Na zijn terugtreden uit de politiek was hij van 1912 tot 1928 president-directeur van de BLS Lötschenbahn. Daarnaast was hij lid van bestuursraden van diverse ondernemingen. Ook was hij lid van de bestuursraad van de Zwitserse Nationale Bank (Schweizerische Nationalbank).